# Ernest Brown Babcock
Ernest Brown Babcock (10 de julio de 1877-8 de diciembre de 1954) fue un genetista, y botánico estadounidense. Su trabajo pionero sobre la genética del género Crepis y sus más de cien artículos publicados explicando la evolución vegetal, principalmente en términos de la genética, como pionero en la aplicación de la investigación genética.

## Algunas publicaciones

### Libros
- 1909. Suggestions for garden work in California schools. N.º 46 de Circular (California Agricultural Experiment Station). 48 pp.
- Ernest Brown Babcock, Cyril Adelbert Stebbins, Eugene Woldemar Hilgard. 1911. Elementary school agriculture: a teacher's manual to accompany Hilgard and Osterhout’s "Agriculture for schools of the pacific slope". Ed. Macmillan. 65 pp. Reeditó BiblioLife, 2010. 82 pp. ISBN 1-148-44723-7
- ----------, Julius Lloyd Collins. 1918. Genetics laboratory manual. Agricultural publications. Ed. McGraw-Hill Book Co. 56 pp.
- ----------. 1927. Genetics in relation to agriculture. McGraw-Hill publications in the agricultural and botanical sciences. Ed. McGraw-Hill Book Co. 673 pp.
- ----------, Jens Christian Clausen. 1929. Meiosis in two species and three hybrids of Crepis and its bearing on taxonomic relationship. University of California publications in agricultural sciences. Ed. University of California Press. 432 pp.
- ----------, George Ledyard Stebbins. 1937. The genus Youngia. Volumen 484 de Carnegie Institution of Washington publication. Publication N.º 484. Ed. Carnegie Institution of Washington. 106 pp.
- ----------. 1947. The genus Crepis: the taxonomy, phylogeny, distribution and evolution of Crepis, Parte 1. Volumen 21 de University of California publications in botany. Ed. University of California Press. 197 pp.
- ----------. 1950. The development of fundamental concepts in the science of genetics. Ed. American Genetic Association. 50 pp.
- ----------. 1951. Supplementary notes on Crepis--IV: new and noteworthy species. Volumen 23, N.º 8 de University of California publications in botany. 21 pp.

- La abreviatura «Babc.» se emplea para indicar a Ernest Brown Babcock como autoridad en la descripción y clasificación científica de los vegetales.[1]